# Joshimath
Joshimath là một thành phố và là nơi đặt ban đô thị (municipal board) của quận Chamoli thuộc bang Uttaranchal, Ấn Độ.

## Nhân khẩu
Theo điều tra dân số năm 2001 của Ấn Độ, Joshimath có dân số 13.202 người. Phái nam chiếm 61% tổng số dân và phái nữ chiếm 39%. Joshimath có tỷ lệ 77% biết đọc biết viết, cao hơn tỷ lệ trung bình toàn quốc là 59,5%: tỷ lệ cho phái nam là 83%, và tỷ lệ cho phái nữ là 67%. Tại Joshimath, 12% dân số nhỏ hơn 6 tuổi.